# ドラゴンボールZ 復活の「F」
『ドラゴンボールZ 復活の「F」』（ドラゴンボールゼット ふっかつのエフ、英：Dragon Ball Z: Resurrection "F"）は、2015年（平成27年）4月18日に公開された『ドラゴンボール』シリーズの劇場公開アニメーション映画作品第19弾。
キャッチコピーは「史上最悪の願い いま、絶望が始まる」「神次元バトル、開戦。」「超神激戦（ちょうじんげきせん）!!」「更なる進化をお見せしましょう…」。

## 概要
前作の『ドラゴンボールZ 神と神』より2年ぶりとなる劇場公開作品。物語も前作の直接的な続編となる。原作者の鳥山明は前作に続いてキャラクターデザインを担当すると共に、本作では初めて単独で脚本も務める。監督は『Dr.スランプ アラレちゃん』から鳥山明原作アニメに参加し『ドラゴンボールZ 燃えつきろ!!熱戦・烈戦・超激戦』以降全ての劇場作品の作画監督を務めてきた山室直儀が担当。山室は本作が初監督作品となる。
シリーズ初となる「デジタル3D版」も通常版と併せて上映。また本作は、邦画初の「IMAX3D映画」としての上演と、モーションシートと特殊効果を使った体感型システム「4DX ®デジタルシアター」による上映も実施。
サブタイトル『復活の「F」』の「F」は、原作にて主人公の孫悟空らサイヤ人の宿敵であったフリーザを指している。「F」という表記にした理由は、鳥山明が友人を通じて知り合ったロックバンドのマキシマム ザ ホルモンがフリーザのことを歌った楽曲『「F」』を聞いて、その曲のタイトル表記をかっこいいと気に入ったためで、フリーザが復活する今回のシナリオについても同曲を聞いてひらめいたと明かしている。同曲は本作品のバトルソングにも起用される。初代担当編集者の鳥嶋和彦は今回の鳥山の脚本を2回没にしているが、フリーザを復活させるというアイデアについては「いいところを突いている」と評しており、鳥山も本作の内容について「めったに褒めない鳥嶋氏が珍しくいいね!と言った」と語っている。フリーザ役の中尾隆聖は、フリーザを応援してくれるファンのFでもあると語っている。
公開に先立ち『Vジャンプ』2015年（平成27年）4月号から6月号まで、とよたろうの作画で本作を漫画化した読切漫画が3号連続で掲載され、映画にあった場面は省略されたり追加された場面も存在し、フリーザがゴールデンフリーザに変身する直前までが描かれた。また、入場者プレゼントとして鳥山明書下ろし脚本完全収録となったガイドブック付きの全国先着150万名限定グッズが配布された。
テレビアニメシリーズ『ドラゴンボール超』では、本作を原作とした「フリーザ復活編」として、テレビシリーズ複数話分にリメイク・再構成している。

## あらすじ
「超サイヤ人ゴッド」に覚醒した孫悟空と破壊神ビルスの激闘からしばらく経ったある日。フリーザ軍の残党であるソルベと部下たちが、フリーザを地球のドラゴンボールを使って復活させるため、宇宙船で地球に着陸。ドラゴンボールを6個集めていたピラフ一味は、ソルベと部下のタゴマにドラゴンボールを横取りされ、残る1つのドラゴンボールを手に入れたソルベらはフリーザを復活させる。もう1つ願いが叶うことを知ったソルベたちは、コルド大王も復活させるかどうか悩むが、ピラフ一味のシュウが勝手に願い事をしてしまう。宇宙船に戻ったソルベたちは、バラバラになったフリーザの肉体をフリーザ軍の最新型再生装置で復元させる。復活したフリーザは悟空への復讐計画を始めようと、それに対し弱腰な発言をしたタゴマを宇宙空間に吹き飛ばし、生まれて初めての過酷なトレーニングに挑む。
半年後、フリーザはソルベ、フリーザ軍一の幹部戦士シサミ、千人の部下と共に地球へと向かう。銀河パトロール隊員のジャコはフリーザ襲来を伝えるべく、ブルマのもとを訪ねるが、悟空とベジータはビルスの付き人であるウイスに修行をつけてもらうため地球を留守にしており、ブルマから話を聞いた孫悟飯、ピッコロ、天津飯、クリリン、亀仙人が、ブルマやジャコと戦場に集結。フリーザ率いる新フリーザ軍と対峙した悟飯たちは、敵を殺さない程度に加減しつつ千人の兵士と戦い、シサミも超サイヤ人化した悟飯の前に敗退。兵士を全員倒されたフリーザは、変身を解いた悟飯に強烈な一撃を打ち込み、悟飯は心停止に陥るもピッコロの応急処置と仙豆で助かる。悟空たちが地球にいないことを知ったフリーザは、すぐに悟空を呼び戻すよう要求し、修行を続けていた悟空とベジータは、ウイスを通してブルマから連絡を受け、フリーザや力を解放した悟飯ら仲間たちの気をたどり瞬間移動で地球へ到着。
悟空とフリーザは戦闘を繰り広げ、悟空は「超サイヤ人ゴッド超サイヤ人」に、フリーザは更なる進化態「ゴールデンフリーザ」へと変化。ブルマが用意したイチゴサンデー目当てに遅れて到着したビルスとウイスらも見届ける中、ゴールデンフリーザは次第に悟空を追い詰めていく。だが、体得したばかりの進化に体が慣れておらず、スタミナの消耗が激しいというゴールデンフリーザの欠点を悟空は見抜き、次第に悟空が有利となり、フリーザに帰るよう促して戦闘を中断し油断した悟空の胸を、フリーザの命令で潜んでいたソルベの凶弾が撃ち抜く。形勢逆転したフリーザは悟空の撃ち抜かれた部位を執拗にいたぶる。フリーザはベジータが悟空を憎んでいると思い込み、軍の最高幹部へと勧誘しとどめを刺すよう指示するが、ベジータは誘いを跳ね退け超サイヤ人ゴッド超サイヤ人へと変身。仙豆で悟空は一命を取り留める。ベジータとの戦闘中、宇宙空間でも生きられるフリーザは一瞬の隙をつき地球を破壊。戦場でビルスとウイスの近くにいた悟空らは助かるが、悟空は自身の甘さで仲間たちや地球が滅んでしまったと後悔するが、ウイスの能力によって3分だけ時間が戻り、フリーザが地球を破壊しようとする瞬間、再び超サイヤ人ゴッド超サイヤ人へと変身した悟空が放ったかめはめ波でフリーザは消滅。悟空に倒され再び「地球の地獄」に堕ちたフリーザは、天使や妖精たちに迎えられ、ぬいぐるみや動物たちの明るいパレードを木に吊るされながら見続ける屈辱の日々に戻った。

## 登場キャラクター
孫悟空
声 - 野沢雅子
地球育ちのサイヤ人。前作『神と神』での破壊神ビルスとの戦いで、さらなる次元の強さの存在を知り、その領域の強さを追い求めウイスの下で修行をしていた。そこへブルマからかつての宿敵フリーザの復活と襲来の連絡を受け、瞬間移動でベジータと共に悟飯たちの下に駆けつけ、神の域の力を得たフリーザと再戦する。
修行の中でウイスからは欠点として、リラックスしすぎで自信過剰な所がある点を挙げられ「いくら強くてもすっかり気を抜けば身体なんて脆いもの」と注意されていたが、今回この弱点が理由で、非情になれずにフリーザへ止めを刺さずにいたため、危機に陥ることになる。ベジータのことは嫌いではないが、戦う時は協力せずに一人の方が良いとのこと。
外見は前作と変化がないが、新しいデザインの道着を新調している。この道着はブルマの指令によってカプセルコーポレーションの開発部が特殊な生地で作成したもので、本作を基にテレビシリーズ化した『超』ではウイスから受け取った。左胸には組み手の最中、気付かぬうちに落書きされたウイスのサインが描かれている。
超サイヤ人ゴッド超サイヤ人 孫悟空
前作『神と神』にて、破壊神ビルスとの闘いの中で超サイヤ人ゴッドのパワーをその身に取り込んだ悟空が、ウイスの下での修行の末、その取り込んだ神の域の力を自身で制御できるようになったことで到った形態。超サイヤ人ゴッドと同じく、炎のようなオーラでその全身を包むが、そのオーラの色は赤色から水色に変化している。頭髪や目付きは超サイヤ人ゴッドと異なり、超サイヤ人に変身した時の逆立った頭髪と鋭い目付きとなり、色もオーラと同じく水色となる。その戦闘力は、依然として破壊神ビルスに敵わないものの、ウイスによると「ベジータと二人で協力すれば、なんとか互角に闘えそう」なほどの領域に達している。
ベジータ
声 - 堀川りょう
サイヤ人の王子で、悟空のライバル。前作で目の当たりにしたさらなる次元の強さを追い求め、「カカロット（悟空）だけ抜け駆けするのは許さん」とウイスの下で修行をしていたが、ブルマからかつての宿敵フリーザの復活と襲来の連絡を受け、悟空の瞬間移動で悟飯たちの下に駆けつける。瞬間移動の際には、悟空と手を繋ぐことにかなり躊躇したが、悟空に「ブルマは口が悪いから、フリーザに殺されるかもしれない」と言われ、渋々手を繋いだ。
修行中ウイスからは欠点として、常に神経を張り詰めすぎていると指摘され、悟空がフリーザと戦っている最中もじっとしていられず二人の戦闘に割り込み、悟空に殴りかかったためにフリーザは「自分を助けたのだ」と勘違いした。
外見は前作と変化がないが、ブルマが作り直した改良型の戦闘服を新調している。左胸には組み手の最中、気付かぬうちに落書きされたウイスのサインが描かれている。
超サイヤ人ゴッド超サイヤ人 ベジータ
悟空と共にウイスの下で修行したベジータも、この形態に変身することが可能。作中ではこの形態へと変身した際に「オレさまもなれるんだよ。伝説の超サイヤ人にな」と発言している。
ウイスには「頭で考えすぎる分、悟空にいつも一歩先を行かれる」と評されるものの本作では同格と言えるの実力を持ち、自身の故郷を滅ぼし、散々扱き使ったフリーザへの復讐も兼ねて戦いを挑む。ベジータが神の域の力をその身に取り込んだ経緯の詳細は描かれていないが、前作『神と神』にて、超サイヤ人ゴッドに変身するのが悟空であることに不満を漏らしたり、ラストに「今度（超サイヤ人）ゴッドに変身するのはオレだからな」と発言し、悟空はそれに「ああ、もちろんだ」と、後に超サイヤ人ゴッドへの変身に協力する確約をしていた。また、本作を基にテレビシリーズ化した『超』では、反対に悟空から協力を提案するもベジータはそれを断り、独力で神の域の力を覚醒させると宣言し、ウイスの下での修業によりそれを実現した。
孫悟飯
声 - 野沢雅子
悟空の長男。フリーザ軍の侵略を迎え撃つも、急遽の襲来だったため、道着が見つけられず緑色のジャージ姿で参戦する。髪型も前作から変化している。
ブルマからの命令と「アイツら無茶をするから」と、弟の孫悟天と、ベジータ夫妻の息子トランクスには、今回の戦いの件は教えなかった。鳥山明によると、これは次世代の戦士まで巻き込んで失いたくないという皆の総意とのこと。
学者として平和な日々を過ごす間鍛錬を怠っており、超サイヤ人に「多分なれる」と言うほど実戦から遠のいていたが、それでも悟空とベジータが来るまでの間、地球側の最大の戦力として活躍し、多くの兵士を殺さない程度に手加減しながらも次々と倒した。だが兵士らを一掃した後、超サイヤ人化を解いた際にパワーアップしたフリーザの重い一撃を腹部に受け、一時的に心停止に陥るが、ピッコロの応急処置に救われる。
本作では超サイヤ人には変身するが、老界王神の潜在能力解放状態にはなっていない。
ピッコロ
声 - 古川登志夫
悟空の戦友であるナメック星人で、悟飯の師匠。ミスター・サタンに建ててもらった悟飯の家で、悟飯とビーデルが買い物に行っている間にパンを彼なりにあやしていたりと、もはや悟飯の親類同然の存在となっている。作者いわく「ピッコロのほうが誰かに頼むより安心だから」とのこと。その時に不穏な気配を感じ取っていた。その約半年後、悟飯と共にフリーザ軍の侵略を迎え撃つ。また、基本的には彼は孤独を愛するので、悟飯の家のすぐ近くにあるサタン所有の山で暮らしており、毎日夕食だけ悟飯たちと食べている。
重いターバンとマントを常に身に着けるなど、今でも修行は続けている。悟飯たちと共に殺さぬ程度に加減しながらも、フリーザ軍の兵士の多くを倒す。
クリリン
声 - 田中真弓
悟空の兄弟弟子にして親友。生活のために優秀な警察官として働いている。鳥山いわく「彼のおかげで、管内の犯罪は激減した」とのこと。使用しているエアバイクは特別チューニングされたカプセルコーポレーション製。
フリーザ軍襲来の前には、気合いを入れるために妻の人造人間18号に頼み、以前のように丸坊主に剃ってもらった。亀仙人を連れ立って参戦し、悟飯らと共に大勢のフリーザ軍兵士を迎え撃つ。フリーザ軍兵士たちを相手に善戦する一方、銀行強盗が落とした金が頭に降って来たり、よそ見をして木にぶつかるなどコミカルさも見せている。援護したジャコの実力を、「結構やるな」と認めていた。
なお、クリリンの携帯電話の着信音はアニメ『ONE PIECE』の主題歌「ウィーアー!」。
天津飯
声 - 緑川光
悟空の戦友。フリーザ軍の襲来を察知して、悟飯らの下に駆けつける。仲間のヤムチャや相棒の餃子は危険に巻き込みたくないと、単独で駆けつけた。悟飯らと共にフリーザ軍兵士の大軍と戦う。
亀仙人
声 - 佐藤正治
悟空、クリリン、ヤムチャの師匠。フリーザ軍の襲来を知り、クリリンと共にカリンから仙豆を貰ってから駆けつけ、久々に戦線復帰する。原作のサイヤ人編以降は、闘いのレベルが上がり自身の力が及ばなくなったことを嘆く場面もあったが、本作では戦闘で活躍するだけでなく、悟飯ら仲間たちに的確な指示を出す場面もある。作者によると「その気になりさえすれば、もともとあれ位は強いんです」とのこと。
肉体を活性化させフリーザ軍を相手に奮戦し、本家本元のかめはめ波を放った。本作では応用技として、原作では使っていない片手で気功波を放つ場面もある。舞空術は本作でも使えないようで、クリリンにおぶってもらって戦場に到着した。
ブリーフ博士
声 - 田中亮一
ブルマの父で、カプセルコーポレーションの社長。ジャコとも面識があり、金魚を見せていた。
ジャコ
声 - 花江夏樹
地球にフリーザ軍の侵略危機を伝えに来た銀河パトロール隊員で自称「誇り高きスーパーエリート」。『ドラゴンボール』の前日談でもある鳥山明の漫画『銀河パトロール ジャコ』の主人公でもある。アニメ『ドラゴンボール』シリーズ初登場で会話こそなかったが悟空と共演するのは本作が初である。
ブルマの姉タイツの友達で、ブルマ一家とは顔見知り。かつて銀河パトロールもフリーザの強さの前に、こっ酷くやられたとのことがあるらしく、フリーザの恐ろしさを知っている。そのため、ブルマに知らせた後は退散するつもりであったが、ブルマに強引にフリーザ軍と戦わされるはめに。舞空術も気功波も使えないが、光線銃や華麗な身のこなしと地の利を生かした機転で奮戦する。自分をエリートだと主張する一方、自分より強いフリーザとは最初から戦おうとしなかったり、自分の担当区域である地球に悟空やベジータが自分たちが敵対していたサイヤ人の生き残りだと知ったり、ウイスが重大な違法である時間操作をしても色々と面倒なことになるため、「見なかったことにする」と無視を決め込むなど、超エリートとは言い難い一面は昔と変わっていない。
ブルマ
声 - 鶴ひろみ
悟空の仲間でベジータの妻。ジャコとは5歳の時に知り合っており、父親と共に彼からフリーザ襲来の報を聞かされる。フリーザと会うのは番外編を除けば今作が初である。フリーザが大幅にパワーアップをしたことも知らずに悟空とベジータが簡単に倒してくれるとタカをくくり、フリーザに対して「ドケチ」や「クソったれフリーザ」と好き勝手に暴言を吐き、フリーザの怒りを買う。悟空からも「あいつ、口悪いからな」と言われている。
未だに若さを保っている理由について、鳥山明は「たぶん自身が開発した特殊溶液を使用しているためではないでしょうか」と答えている。
ビーデル
声 - 皆口裕子
ミスター・サタンの娘にして孫悟飯の妻。前作『神と神』にて彼女が身ごもっていた、悟空が超サイヤ人ゴッドに覚醒するためのキーパーソンとなった娘も無事生まれ、「パン」と名付けられ可愛がっている。
帰宅した際「パンちゃん、遅くなってごめんね。ピッコロのおじちゃんは緑色でも優しいでしょう」とパンを気遣い子守を頼んだピッコロを茶化すなど、原作では関わる場面の少なかったピッコロとも、遠慮なく茶化せるほどの仲になっている。父親のミスター・サタンについては、作者によると「呼んだところで戦力にならないので、何も知らずに家でくつろいでいる」とのこと。
人造人間18号
声 - 伊藤美紀
クリリンの妻。一児の母として平和に暮らしている。戦いに行くクリリンに、自分の方が全然強いのだからと参戦を提案したが、クリリンは娘のマーロンを守ってほしいとその申し出を断った。出陣前に夫の頭をバリカンで坊主にしたその後、戦場に向かう夫の後姿を見て「カッコイイ…」と惚れ直していた。
ピラフ一味（ピラフ、シュウ、マイ）
声 - 千葉繁、山田栄子、玄田哲章
前作に続き、また世界征服を夢見てドラゴンボールを集めていた。ソルベらに脅され神龍を呼び出すが、シュウの機転で2つ目の願いで100万ゼニーを手にいれることに成功する。ソルベらが引き上げようとした際、回収し忘れた肉片を届けて礼を言われる。その後は手に入れた金で、まずは腹ごしらえからとのことで、もんじゃ焼きを食べに行った。
マイはトランクスとの交際を続けており、食事に困窮してくると3人で食事を頂きに行くこともある。
神龍
声 - 大友龍三郎
ドラゴンボールを7つ集めると願いを叶えてくれる龍。ソルベたちによって呼び出され、肉体がバラバラの状態で再生不可能でも構わないというソルベの「フリーザの復活」と、シュウの「100万ゼニーが欲しい」という2つの願いを叶えた。ソルベに「口の利き方が悪い」と願いを叶えるのを一度渋り、敬語で言い直しての願いには応えた。原作では生き返ることができるのは死んでから一年以内の者とされていたが、本作では特に触れられていない。
トランクス
声 - 草尾毅
未来から来た青年トランクス。フリーザを倒した際のソルベとタゴマの回想シーンでのみ登場。
現代の彼は、マイが自身のボーイフレンドとしてその名を挙げ、悟飯が彼と弟・孫悟天には今回の闘いの件を敢えて伝えていないことを語るなど、話題にこそ挙がるが本人は未登場。

### 前作からのゲスト
破壊神ビルス
声 - 山寺宏一
破壊を司る神。ブルマが用意したイチゴサンデーを求めて、悟空たちとは遅れてウイスと共に地球に現れる。前作のこともあり、地球の食べ物を気に入っており、悟空とベジータがウイスに修行をつけてもらっている最中やフリーザ襲来で地球が危機に陥っている時でもお構いなしに地球の食べ物を要求し、そのことに悟空たちが文句をつけると機嫌を損ねて「破壊するぞ」と脅かしたり、エネルギー弾を見せつけてブルマにイチゴサンデーを持ってくることを最優先させるなど相変わらずのワガママぶりで悟空たちを振り回す。しかしながら、『神と神』の一件で悟空たちのことを認めるようにもなっており、地球の危機に不安がるブルマに対して「美味しいものがあるうちは助けてやる」と横柄な態度ながらも自分のそばにいるよう忠告したり、フリーザが地球を破壊した際には自分だけでなく悟空たちも助けるなど温情的な面や、フリーザに情けをかけたことを後悔する悟空に「お前の甘さが招いたことだ」と手厳しく評しつつ、責任を取ってフリーザを倒して来いと悟空にチャンスを与える懐の深い面も見せた。なお、地球が救われた際には、破壊神が星を再生する手助けをするなんてみっともない話だと自虐的に皮肉っていた。
「宇宙最強の破壊神」といわれ、彼を知る者の多くがその名を聞き、姿を見るだけでも震え上がり、ひれ伏す存在。銀河パトロールからは神話扱いされている。パワーアップしたフリーザすら例外ではなく、コルド大王から「破壊神ビルスと魔人ブウにだけは手を出すな」と忠告されて恐れており、本人がいない時は呼び捨てにしていたが、ビルス本人を目の前にした時は“様”付けで呼んでいた。フリーザとは面識があり、フリーザの戦いぶりを「随分やるようになった」「汚いが良い手だ」などと褒めてもいた。
寝起きは非常に機嫌が悪く、寝ぼけた状態で星を破壊するほどの光弾を悟空たちに放っていた。
前作では演じる山寺宏一が提案した一人称の「ボク」を用いていたが、本作では修正される前の一人称であった「わたし」や「オレ」に変更されている。
ウイス
声 - 森田成一
ビルスの付き人兼お目付け役で、武術の師匠でもある。そのため、横柄なビルスと対等に話ができる数少ない人物。
前作にてビルス同様、地球の食べ物を大変気に入り、時折悟空やブルマたちに食べ物で釣られ、悟空とベジータの特訓に付き合っている。2人の猛攻をまったく意に介さず、気付かれぬ間に服にサインしてしまうほどの絶対的な実力を持つ。その上、3分程度であれば時間そのものを巻き戻す能力すら持つ。過去を変えるわけではなく「やり直し」であるため、フリーザが地球を破壊した際に時間を戻しても、地球が破壊され地球人が殺されたという並行世界が生まれることはない。
未曾有の実力と時間すら操るその能力から、ベジータに一体何者なのかと問われた際には「ウイスという生命体かしら」と答えたが、後の『ドラゴンボール超』ではその正体が神に仕える天使であることが明らかになる。また悟空は、珍しく“さん”付けで呼んでおり、ベジータも「アンタ」と呼ぶなど彼らなりにある程度は敬意を払っていた。またフリーザ戦後、ブルマに御礼の食事に誘われた際は楽しみだと喜んでいた。
予言魚
声 - 中川翔子
未来を見通す力を持つ、ビルスの城の近所に住む不思議な魚。孫悟空とベジータの修行に付き合っていたウイスに、地球のブルマから連絡が来ていたことを伝える。

### ゲストキャラクター
フリーザ
声 - 中尾隆聖
悟空らサイヤ人の宿敵である、悪の帝王。過去の劇場版作品にも出てきたが、本作では純粋な敵役として登場した。かつてサイヤ人の星・惑星ベジータを破壊した。未来から来た青年トランクスに殺され、死亡した際のサイボーグ化した姿のままで力を奪われ「地球の地獄」に封印されていたが、神龍によりバラバラの状態で蘇った。その状態でも生きており、冷凍保存用の装置に移された後にフリーザ軍の最新の再生装置で完全復活した。
生まれながらの天才戦士で努力をする必要もないほど強かったため、悟空に倒されるまでは天賦の素質だけで戦っていたが、孫悟空への復讐のために生まれて初めての過酷なトレーニングに挑んだことで、ピッコロいわく「次元の違う」尋常ならざるパワーアップを遂げ、部下1000人を引き連れ再び地球に襲来する。復活した際には、4か月もトレーニングすれば第1形態の戦闘力130万は確実に超えるだろうと推測していたが、実際に行った半年間の人生初のトレーニングの成果はその推測を遥かに上回り、神の次元の戦闘力を手に入れるほどのパワーアップに成功し、第1形態の状態ですら、超サイヤ人化を解いていた悟飯を不意打ちであったとはいえ、一撃で一時的に心停止させてしまうほど。因縁の相手である孫悟空との戦いを始める際には、第1形態から一気に最終形態へと変身して復讐に臨む。それを見た悟空とベジータも、その急激なパワーアップに驚愕した。その際、悟空からは「根っからの悪人でなければ良いライバルになれたのに」と惜しまれていた。
ソルベはフリーザに次はフリーザの父・コルド大王を生き返らせようと提案したが、フリーザは「パパは偉そうだから復活させなくてもいいです」と断った。ビルスとは顔見知りであり、同時に恐れてもいるようで様を付けて呼んでいた。作者いわく「さすがのフリーザも、破壊神ビルスにはどうやっても敵いません。破壊するもの同士それなりに気はあっていましたが、調子に乗ってビルスの怒りを買い、痛い目に遭ったこともあります」とのこと。さらに、父・コルド大王から過去に破壊神ビルスと魔人ブウだけは手を出すなと言われていたことも明かした。かつて殺したクリリンには反応を見せたが、ピッコロについては特に言及しなかった。青年トランクスに倒されて以降、「地球の地獄」から復活するまでの間に「この世」で起きたことはあまり知らなかったらしく、魔人ブウが悟空に倒されたこと、悟飯やベジータも超サイヤ人に変身できるようになったことを知った際には驚いていた。
また鳥山明によると、一見フリーザ軍兵士らが装備するプロテクターと同型に見える、フリーザ第1形態の上半身部分は体の一部であるとのこと。監督の山室直儀によると、アニメスタッフも知らなかった設定で今回初めて判明したことであり、フリーザ復活のシーンでこの鎧のない姿で作画されていたのを、後から描き直したという。
ゴールデンフリーザ
生涯初めての過酷なトレーニングの末に神の次元の戦闘力にまで辿り着いた最終形態の更なる進化態。その姿は基本的には最終形態とほぼ同じだが、皮膚の白い部分が金色に、顔や手と足は紫色に変化している他、両肩三角筋の紫色の部位がなくなり、手足の甲部分の紫色の部位が若干小さくなった。体色の変化は自らの意志である程度選択できたようで、悟空との戦いでこの姿に変身した際に「わかりやすく金色にしてみた」と発言している。以前の最終形態フルパワー時のように肥大化はせずに、細身のまま筋肉質な体つきに変化する。第一形態と最終形態では全身から紫色のオーラを発していたが、この形態では全身を金色のオーラが包む。
悟空がウイスの下での修行の末に到った“超サイヤ人ゴッドのパワーを持ったサイヤ人の超サイヤ人”を凌ぐほどの絶大な戦闘力を誇る。だが体得して間もない進化形態であるため、この変身にフリーザ自身がまだ慣れておらず、以前の最終形態フルパワー時と同じくスタミナの消費が激しいという本人も意識していなかった弱点を悟空とベジータは見抜いた。
鳥山いわく「あれ以上姿を変えるわけには行かないので、主に色を変えてみました。金メダルのイメージから、最強という感じがするでしょう？」とのこと。
公開を記念して劇場などで発売された公式グッズ、サンケイスポーツ特別版のタブロイド新聞『ドラゴンボールZ 復活の「F」新聞』でのインタビューにて、演じる中尾隆聖がゴールデンフリーザの推定戦闘力を問われた際、「ナイス“ガイ”にかけて、戦闘力は1垓」と答えている。
『ドラゴンボール超』ではこの形態になった際にはトレーニングの末、悟空たちのように気を感じる能力を覚えたことを示唆する発言をしている。
ソルベ
声 - 斎藤志郎
かつて第3星域で参謀をしていた、小柄なフリーザ軍残党の統率者。占領地の統治がうまくいかず、反乱と撤退が相次ぐようになり、フリーザ復活を画策しドラゴンボールを使って蘇らせる。知能は高いが自身の戦闘力はそれほど高くない。だが、指輪型の強力な光線銃と高い狙撃技術を持つ。
フリーザが、悟空との決戦における万が一の秘策として伏兵として潜ませており、フリーザに力の差を見せて油断した悟空の胸部を光線銃で狙撃することに成功する。しかしその後、ベジータが弾いたフリーザのエネルギー弾に当たり死亡した。『ドラゴンボールヒーローズ』ではバトルキャラクターおよびプレイヤーカードとして登場しており、ムービーではアバターキャラクターと互角に戦う姿を見せた。
絵コンテの初期段階での名前は「チドル」であり、デザインも異なっていた。
本作を原作とするテレビシリーズ『ドラゴンボール超』では指先が4本指から5本指に変更されている。
タゴマ
声 - 中井和哉
フリーザ軍残党の中でも、かつてのザーボンやドドリアに匹敵する働きをみせる細身で長身の幹部戦士。フリーザ復活のために地球に向かうソルベに同行し、ドラゴンボールの回収を行う。海底深く沈んだドラゴンボールを引き上げるなど抜群の身体能力を持つ。それまでフリーザの実物は見たことがなく、その復活には懐疑的だった。悟空たち超サイヤ人は無視した方が賢明であると、復讐を画策するフリーザに翻意を促そうとしたため、フリーザに宇宙空間へと撃ち飛ばされ死亡した。新素材の戦闘服と、新型スカウターの試作品を使用している。
鳥山明による脚本の段階では地球襲来時にも姿を見せていた。本編では戦闘シーンはなかったが『ドラゴンボールヒーローズ』ではバトルキャラクターおよびプレイヤーカードとして登場しており、ムービーでは女の子アバターと戦ったり、乱入したジャコを一瞬で蹴散らしていた。ゲーム版では敵に対しても丁寧語で一人称は「私」だが、脚本の段階では「オレ」だった。
本作を原作とするテレビシリーズ『ドラゴンボール超』では、映画と同様に翻意を促したことでフリーザの不興を買い、指先からのビームで弄られ重傷を負うも劇場版と違い、一命は取り停めており、地球での戦いにも参戦する。その際、フリーザの復活以降、彼のトレーニング相手を任され、瀕死の状態になるまで痛めつけられては再生装置に浸かる日々を強要された影響で、フリーザ同様に短期間で急激なパワーアップを遂げ、ギニュー特戦隊をも遥かに凌ぐ戦闘力を得た。だが、フリーザとのトレーニングの中で「人を支配するのは、氷の非情さと圧倒的な恐怖」であるという考えに到った結果、性格も冷酷になり、敵側の最大の戦力である悟飯を倒すためとはいえ仲間のシサミを背後から撃ち抜き、以前は従順だった主人のソルベに対しても反抗的な態度を取るようになり、一人称も以前の「私」から脚本版の「オレ」に変化している。だが、タゴマのその一連の行動を見ていたフリーザは見込みがある部下であるかのように微笑んでいた。その後、カエルの姿で生きていたギニューの策にはまりボディチェンジで身体を奪われ、カエルとなって以降は登場しなくなる。一方、ギニューはタゴマ本人以上に身体を使いこなしてパワーアップするも、超サイヤ人化した悟飯の前には為す術なく敗れたが、情けをかけられ命までは奪われなかった。そこへ悟空とベジータが救援に駆け付け、ギニューはタゴマの身体もろともベジータのエネルギー波で消滅させられた。
シサミ
声 - 稲田徹
フリーザ軍残党の幹部戦士。スカウターは装着していない。大柄で赤い肌をしており、頭部には角がある。戦士としてもフリーザ以外では軍最強であるだけでなく、軍の幹部としても優秀で同じ実力派のタゴマをライバル視している描写があった。
ソルベはフリーザが復活した際に彼を「かつての幹部のザーボン様とドドリア様にも匹敵するほどの優秀な戦士」と紹介したが、その約半年が経過した後の地球襲来時の戦闘では急激にパワーアップしており、ピッコロが相手を殺さぬ程度に加減していたとはいえ、ザーボンらを遥かに超えた力を持つピッコロとも互角以上に渡り合うほどの実力を見せた。だが、超サイヤ人に変身した孫悟飯の前には一撃で敗れ、最期は他の兵士共々フリーザに始末された。
『ドラゴンボールヒーローズ』ではバトルキャラクターおよびプレイヤーカードとして登場している。
鳥山明による脚本の段階では、フリーザ復活時には登場せず前述のソルベによる紹介も無く、地球襲来時に初めて姿を見せる。
本作を原作とするテレビシリーズ『ドラゴンボール超』ではピッコロとの戦闘はないまま悟飯と戦闘するが、タゴマに悟飯を撃ち抜くための囮に利用され、背中から撃ち抜かれて死亡した。
フリーザ軍残党
「新フリーザ軍」「新生フリーザ軍」とも呼ばれる約1000人の残存兵力。本作でのフリーザ軍のほとんどは残った2級戦士の寄せ集めだが、中にはかなりの実力者もおり、特に強力な傭兵が存在する。カエルの姿をした幹部はソルベの側近の1人であり、その他にも過去に登場したアプールらと同族の兵士たちも登場している。地球の戦士たちと闘うが力の差があったため次々と敗れ、クリリンたちも苦戦する強力な傭兵たちも悟飯によって倒された。全員倒された後はフリーザによって消滅させられる。
『ドラゴンボール超』では悟空とベジータが到着した際にもかなりの数の部下が戦闘可能な状態で生き残っていたが、フリーザが最終形態になった際の衝撃で本作と同様、全員消滅してしまった。
妖精たち
「地球の地獄」で力を奪われて拘束されたフリーザの周りで、明るくかわいいダンスを踊る、妖精や天使、ぬいぐるみたち。極悪人のフリーザにとっては耐え難い苦痛であり、再び彼が死亡し戻ってきたときも賑やかに出迎えている。
銀行強盗
サタンシティにて強盗を働いていた2人組の男性。窃盗完了後に逃走するも、たまたま駐車違反を検挙していたクリリンに見つかり、追いつかれた後逮捕された。

## 用語
超サイヤ人ゴッドSS （超サイヤ人ゴッド超サイヤ人）
超サイヤ人ゴッドのパワーを持ったサイヤ人の超サイヤ人。どういった状態なのかは悟空が前述のように説明したが、作中で具体的な呼称はなく、関連書籍や各種ゲームなどでは「超サイヤ人ゴッドSS（スーパーサイヤじんゴッドスーパーサイヤじん）」と表記されている。
鳥山明は、頭髪やオーラを水色に変化させたのは「ある限界を超え、強く、そして穏やかになり、冷静に闘えることになった」ことを表現した、と語っている。
地球の地獄
フリーザがいた死後の世界。妖精や天使、ぬいぐるみたちが存在し、パレードや歌を披露して地獄に堕ちた者を歓迎する陽気で摩訶不思議な世界。アニメ『ドラゴンボール』史上いまだかつてない世界と紹介されている。美術監督の行信三は「普通の人間が想像する地獄と、フリーザにとっての地獄が正反対だという面白さが出せた」と語っている。

## スタッフ
- 原作・脚本・キャラクターデザイン - 鳥山明
- 製作 - 村松秀信、茨木政彦、石原隆、高木勝裕、垰義孝、大下聡
- 企画 - 鳥嶋和彦、森下孝三
- シニア・プロデューサー - 清水慎治、小川泰
- エグゼティブ・プロデューサー - 梅澤淳稔
- プロデューサー - 林田師博、冨永理生子
- 音楽 - 住友紀人
- 音楽協力 - EVIL LINE RECORDS、スターダストプロモーション、ミミカジル、バップ、日本テレビ音楽、東映音楽出版、東映アニメーション音楽出版、フジパシフィックミュージック、レガートミュージック、Sound City
- 企画協力 - Vジャンプ編集部
- 製作担当 - 藤岡和実
- 編集 - 福光神一
- 音響監督 - 本田保則
- 録音 - 伊東光晴
- 音響効果 - 新井秀徳（フィズサウンドクリエイション）
- 撮影監督 - 元木洋介
- CGディレクター - 牧野快
- 色彩設計 - 堀田哲平
- 美術監督 - 行信三
- 作画監督補佐 - 井手武生、島貫正弘、梨澤孝司、辻美也子、林祐己、渡邉巧大
- 原画 - 中鶴勝祥、大塚健、加野晃、江口寿志、木下ゆうき、山室直儀 他
- 特殊効果 - 太田直、勝岡稔子、牛山裕美、下川信裕、河内正行、星野健
- 編集助手 - 西村英一、吉田公紀
- サウンドエフェクトアシスト - 神保直史
- 録音助手 - 新垣未希
- 記録 - 樋口裕子
- 助監督 - 後藤康徳、小山保徳
- 演出 - 暮田公平
- 監督・絵コンテ・アニメーションキャラクター設計・作画監督 - 山室直儀
- 製作 - 「2015 ドラゴンボールZ」製作委員会（東映、FOX International Productions Japan、集英社、フジテレビ、東映アニメーション、バンダイ、バンダイナムコエンターテインメント）
- 配給 - 東映
- 配給協力 - 20世紀フォックス映画（現：20世紀スタジオ）

## 楽曲
主題歌「『Z』の誓い」
作詞 - 森雪之丞 / 作曲 - NARASAKI / 編曲 - NARASAKI、ゆよゆっぺ / 歌 - ももいろクローバーZ（キングレコード / EVIL LINE RECORDS）
バトルソング（挿入歌）「「F」」
作詞・作曲 - マキシマムザ亮君 / 歌 - マキシマム ザ ホルモン（VAP / ミミカジル）

## 制作
2014年（平成26年）7月19日に新作の『ドラゴンボールZ』の劇場版が公開することが発表され、前作では製作総指揮に名を連ねていた鳥山が自ら脚本を務め、監督には山室直儀が務めることが発表された。2014年（平成26年）11月22日には、正式タイトルが『ドラゴンボールZ 復活の「F」』に決定し、公開日も2015年（平成27年）4月18日に公開することが発表され、メインビジュアルも公開された。
監督の山室直儀は、一度は監督をやりたかったので今作で手を挙げ選ばれたという山室は、少林寺拳法をやっており、その経験者から見て、これまでのアクションは、ただ殴ったり蹴ったりしているという感じが拭えないと感じており、自分が演出するうえで、それだけはやりたくなかったが、作画監督だけやっていた時にはやりたくてもできなかった。今までなら数パターン殴り合って終わりだったが、全部の組み手を考えながら作るというのをやりたいと考え、アニメはフィクションの世界なので何を描いても嘘になるが、より本物に近い嘘をつきたかったという理由から、武術やアクション映画に詳しい人間が見ればわかる動作も散りばめており、チャイナ服を着ている天津飯はジャッキー・チェンのようなアクションを、トラックスーツみたいなジャージを着ている悟飯はブルース・リーのような感じに、警官のクリリンが活躍するシーンは街中の路地をカーチェイスして屋台にぶつかって吹っ飛ばし、香港のカンフー映画のような雰囲気で、ジャコにはコミカルなアクションも取り入れ、光線銃で敵の足元を撃つシーンはブルース・リーがヌンチャクで相手の足下をなぎ払うイメージで、ウイスは悟空とベジータの師匠のようなポジションなのでカンフーの原型みたいな技を使うのもいいかと、ブルース・リーの師匠が使う詠春拳の構えをさせるなど、趣向を凝らしている。アクションのバトルシーンに関しては、例えば戦いで掴まれたら投げ飛ばすとか、そういう一連の動きを演出に伝えても、うまく伝わらないまま進んでしまうことがあるが、今回は山室が自分で絵コンテも描けたので、受け、避け、突き、蹴り、というちゃんとしたアクションの動きをしっかり見せたいと山室は意気込みつつ、どんな組み手にするか楽しみながら考え制作しており、実際にスタッフ相手に組み手をやってみたりもして、パンチや蹴りを繰り出すときも、腕の振りや脚の出し方なども、注意して作られており、これまでのアクションシーンと違い、スピード感があってスムーズに動いているのが、見てもらえれば分かると思うと自信をのぞかせている。また、山室はこだわった見てほしいシーンとして、千人のフリーザ軍とのバトルシーンを挙げており、「今はCGとか技術も上がっているが、千人描くのは、さすがに大変。みんなよくやったなと。数えてはいないが、たぶん登場シーンでは千人を超えている」と語っている>。

## 興行成績
4月18日の土曜日に全国328館で公開されると、土日2日間で動員71万5,727人、興行収入9億6,058万6,350円を記録し興行通信社調べの映画観客動員ランキンで初登場第1位を獲得した。これは前作『DRAGON BALL Z 神と神』の初週土日動員動員56万1,098人・興収6億8,392万5,000円を上回り、動員比は127.4%、興収比も140.3%増大している。公開7日目には動員100万人を突破し、2015年（平成27年）に公開された作品で最速で動員100万人突破となった。公開10日目には動員140万人を突破し、公開19日目には累計動員236万4,976人、累計興収31億1,292万4,000円を記録し、前作『ドラゴンボールZ 神と神』が記録した累計興収29.9億を突破した。公開30日目には興行収入34億3000万を達成した。最終的に興行収入37.4億円を記録した。

### 日本国外
2015年4月11日にアメリカ・ハリウッドの名門劇場「エジプシャンシアター」でプレミアイベントが行われた。その際、野沢雅子と北米版の孫悟空役の声優であるショーン・シュメルと着ぐるみの孫悟空が、3人でかめはめ波を出すポーズを披露するなど、各国からファンや、多くのマスコミが詰めかけた。また、この様子は2015年（平成27年）4月17日の『金曜プレミアム』でも放送された。2015年8月4日より『ドラゴンボールZ 復活の「F」』が北米で公開されると初日だけで興行収入は197万ドルと約2億5000万円に達し、デイリーアベレージは2198ドルと、同日のトップに立った。さらに2日目の興収は155万ドル、公開2日間で350万ドルと前作『ドラゴンボールZ 神と神』の最終興収250万ドル（約3億5000万円）を大きく越え、最終興行収入は800万ドルを超え、これまで米国で公開された日本アニメーション映画全作品の中でベスト9位に入った。
2015年6月19日にメキシコで公開。累計興行収入は$6,155,757を記録した。
2016年1月までに日本国外44か国で公開され、2016年1月時点での日本を含む全世界興行収入は77億円に達した。2016年10月21日に中国で公開され、$1,607,680を記録。2018年12月時点での全世界興行収入は79億円を記録した。

## 特殊上映
通常の2Dも含めて、立体映像の3D、3D映画に駆動する座席・雨・霧・光・香りなどを付加する4D技術の特殊効果が用いられた4DX3D、通常の映画で使用されるフィルムよりも大きなサイズの映像を上映するIMAX3Dの4タイプで同時上映された。この4タイプで同時上映されるのは、邦画アニメーションでは初の試みである。2022年時点では、この4タイプで同時放映された映画はこの作品が唯一。

## 評価
前田有一はフリーザの再登場について、「今更感まるだし」としている。また内容について「前作は原作者のハリウッド実写版への不満を解消するという『理由』があったが、本作には二匹目のどじょう以外の理由が見当ず、真剣味が薄れた点は否定できない」、「唯一のいい点はちゃんと悟空とフリーザの戦いの結末までみられるということ」と評した。
2015年（平成27年）5月9日の舞台挨拶では、日本記念日協会により5月9日を「悟空の日」とすることが発表された。

### 受賞
- 2015年（平成27年） - 第39回日本アカデミー賞 優秀アニメーション作品賞[48]
- 2015年（平成27年） - 第33回ゴールデングロス賞 日本映画部門・優秀銀賞[49]
- 2015年（平成27年） - 第25回日本映画批評家大賞 アニメ部門最優秀声優賞[注 16][50]

## テレビ放送
テレビ地上波では、フジテレビ系列で2016年（平成28年）8月27日（土曜日）21時から23時10分（JST）に『土曜プレミアム』枠にて、映画「ドラゴンボールZ 復活の「F」」“未来”トランクス特別編として放映された。映画本編の他に、アニメ『ドラゴンボール超』で登場する“未来”青年トランクスから見た視点でのフリーザの歴代シーンを再編集した新作パートも放映された。さらに、番組最後のエンディング後には、現時点のストーリー上で登場する『ドラゴンボール超』のトランクスとゴクウブラックの緊迫シーンも放送された。また、2018年（平成30年）12月14日の次作『ドラゴンボール超 ブロリー』の公開を記念して、2日後の2018年（平成30年）12月16日20時から21時54分（JST）に『ニチファミ!』枠にて、『劇場版 ドラゴンボールZ 復活の「F」』と題して約2年ぶりに本作がテレビ放映された。
| 回数 | 放送タイトル                                              | 放送枠         | 放送形態   | 放送日         | 放送時間（JST） | 放送分数 | 平均世帯 視聴率 | 備考 |
| ---- | --------------------------------------------------------- | -------------- | ---------- | -------------- | --------------- | -------- | --------------- | ---- |
| 1    | 映画「ドラゴンボールZ 復活の「F」」“未来”トランクス特別編 | 土曜プレミアム | 特別版     | 2016年8月27日  | 21:00 - 23:10   | 130分    | 09.2%           |      |
| 2    | 劇場版 ドラゴンボールZ 復活の「F」                        | ニチファミ!    | 劇場公開版 | 2018年12月16日 | 20:00 - 21:54   | 114分    | 05.4%           |      |

## 映像ソフト化
2015年（平成27年）10月7日にBlu-rayとDVDが発売された。特別限定版には、ゴールデンフリーザを模した目覚まし機能つきオリジナルクロック、画コンテ集、特製ブックレット、ボーナスDVDを封入。

## 関連作品

### 巻「F」
鳥山明描き下ろし脚本完全収録 DRAGON BALL 巻「F」
入場者限定劇場配布冊子。設定画と原作者書き下ろし脚本を掲載。全国先着150万人数量限定。

### 単行本
『ドラゴンボールZ 復活の「F」』アニメコミックス（ジャンプ コミックス）（2015年12月4日発売、ISBN 978-4088806969）

### サウンドトラック
映画『ドラゴンボールZ 復活の「F」』オリジナル サウンドトラック（2015年5月8日発売、CD1枚、収録時間42分）

### メディア展開
金曜プレミアム『映画「ドラゴンボールZ 神と神」フリーザ特別版』
2015年（平成27年）4月17日放送。本作の映画公開直前スペシャルとして放送。フリーザが番組ナビゲーターを担当。
カウントダウンDB 〜ドラゴンボールZ 復活の「F」公開直前SP〜
2015年（平成27年）4月14-16日に関東ローカルで公開直前記念深夜特番放送。
漫道コバヤシ「地上波特別編 ドラゴンボールZ復活の「F」公開記念スペシャル」
2015年（平成27年）4月24日にフジテレビONEで放送。『漫道コバヤシ』第15回のドラゴンボール関連部分をメインに再編集した地上波特別版。地上波版のみ鳥山明スペシャルアンケートを追加している。
キリンビバレッジ『キリン メッツ』 CM
キリンとの映画コラボCMとして『キリン メッツ オレンジ × 悟空』編と『キリン メッツ グレープ × フリーザ』編が放送。
ドラゴンボールZ 復活の「F」新聞
サンケイスポーツ特別版として2015年（平成27年）4月18日に発売。
ドラゴンボール超
本作のストーリーをテレビシリーズ用に再構成した「フリーザ復活編」が第19話から第27話まで放送された。

### ゲーム
ドラゴンボールヒーローズ
入場者特典として、ゲームで使用できる孫悟空かベジータのどちらかのカードをプレゼント。
ドラゴンボール ZENKAIバトルロイヤル
ドラゴンボール ゼノバース
ドラゴンボールZ ドッカンバトル
ドラゴンボールヒーローズ アルティメットミッション2
ドラゴンボールZ 超究極武闘伝
2015年（平成27年）7月31日までのキャンペーン期間、入場者特典として、ゲームで使用できる特典コードをプレゼント。